# بایول-لا-ولی
بایول-لا-ولی (به فرانسوی: Bailleul-la-Vallée) یک کمون (فرانسه) در فرانسه است که در canton of Cormeilles واقع شده‌است. بایول-لا-ولی ۴٫۶۷ کیلومتر مربع مساحت دارد ۱۵۰ متر بالاتر از سطح دریا واقع شده‌است.